# Cronenwett-Insel
Die Cronenwett-Insel (oder auch Cronenwett Island) ist eine hoch aufragende, eisbedeckte und etwa 32 Kilometer lange Insel, die im Marshall-Archipel eingebettet im Sulzberger-Schelfeis vor der Saunders-Küste des Marie-Byrd-Landes zwischen der Vollmer-Insel und der Steventon-Insel liegt. 
Sie wurde anhand von Luftaufnahmen während der ersten Antarktisexpedition (1928–1930) des US-amerikanischen Polarforschers Richard Evelyn Byrd entdeckt und grob kartiert. Das Advisory Committee on Antarctic Names benannte sie nach Commander Wilson Robertson Cronenwett (1913–1994), Teilnehmer an der Operation Deep Freeze 1956–1957 und 1962.